# Itirapuã (ort)
Itirapuã är en ort i Brasilien.   Den ligger i kommunen Itirapuã och delstaten São Paulo, i den sydöstra delen av landet, 500 km söder om huvudstaden Brasília. Itirapuã ligger 868 meter över havet och antalet invånare är 5 914.
Terrängen runt Itirapuã är platt åt sydväst, men åt nordost är den kuperad. Närmaste större samhälle är Patrocínio Paulista, 6,5 km väster om Itirapuã.
Omgivningarna runt Itirapuã är huvudsakligen savann. Runt Itirapuã är det ganska glesbefolkat, med 34 invånare per kvadratkilometer.